# Смажений хліб

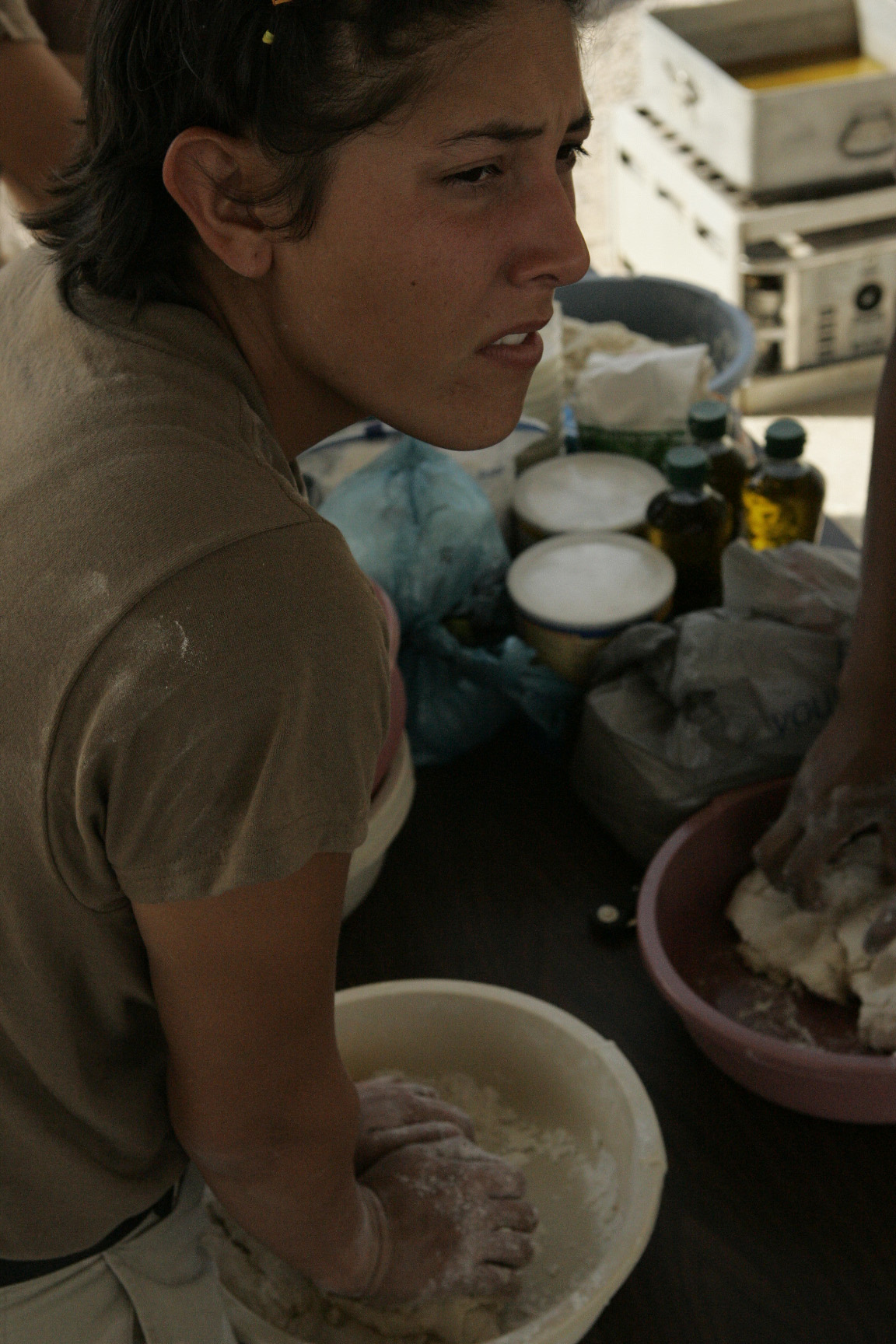
Дівчина-військовослужбовець ЗС США з племені маскогі готує смажений хліб для пау-вау в Іраці

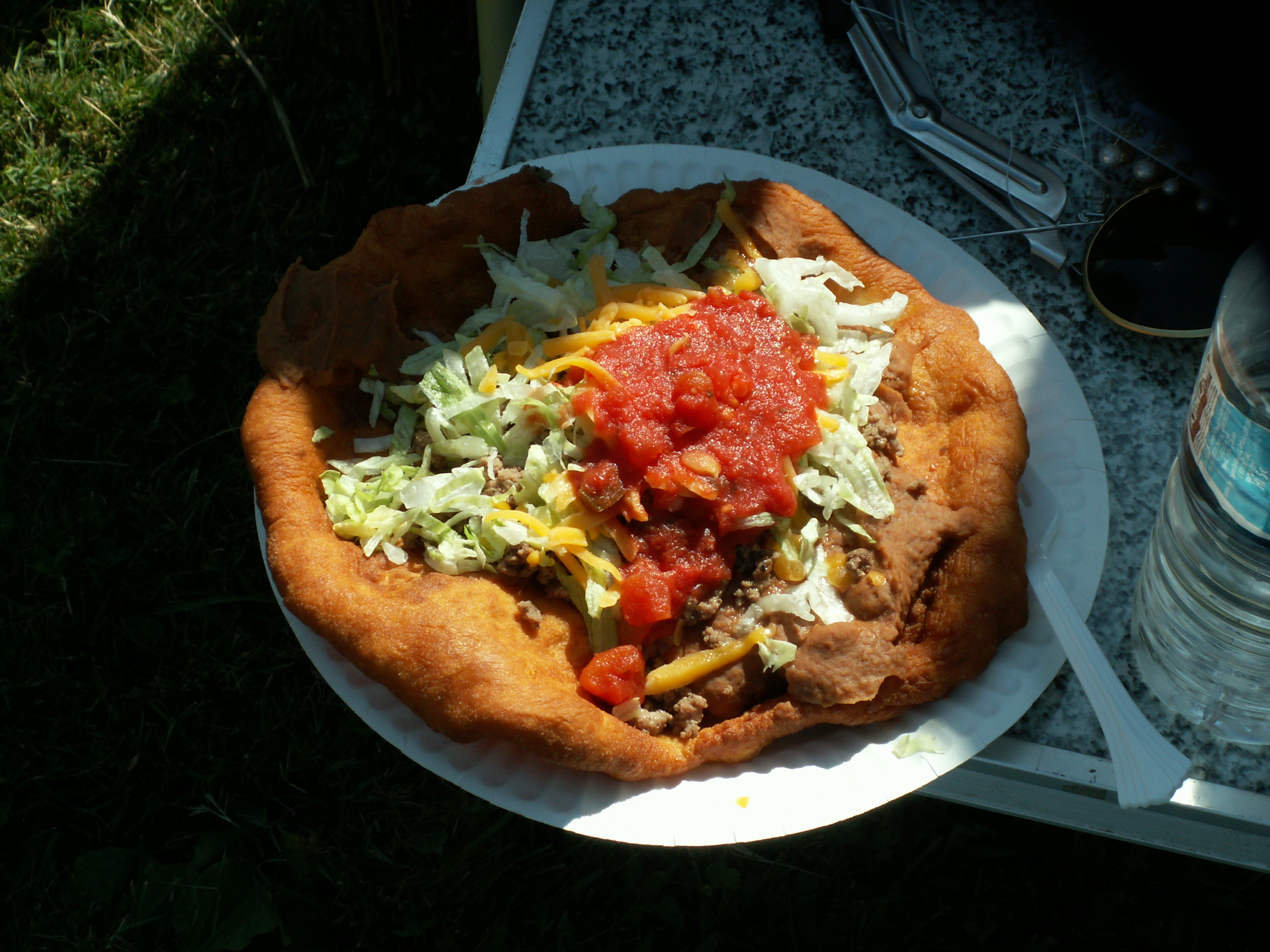
Навахо-тако — страва на основі смаженого хліба

Баннок, смажений хліб — національна страва індіанської кухні, в даний час широко поширена серед багатьох племен індіанців  США. Являє собою плоский шматок дріжджового тіста (коржик), обсмажений або глибоко просмажений в олії або жирі.
Як гарнір на смажений хліб зазвичай кладуться боби, смажений м'ясний фарш або дрібно порізаний сир. Смажений хліб разом з таким гарніром відомий як «індіанські тако» або «навахо-тако». Смажений хліб, який подається із солодким гарніром, наприклад, политий медом або посипаний цукровою пудрою, є типовою американською стравою, відомою як «Вухо слона».
Смажений хліб став культовим стереотипом в культурі індіанців США. Він є не тільки домашньою стравою, але і традиційно готується для таких свят, як пау-вау і ярмарків штатів. У 2005 році смажений хліб був оголошений «офіційним хлібом штату» Південна Дакота.
У тому ж 2005 році питання про шкоду смаженого хліба для здоров'я стало предметом широкої суспільної дискусії: мова йшла про роль цієї страви в широкому поширенні ожиріння та діабету серед індіанців США. За повідомленням міністерства сільського господарства США, типова порція смаженого хліба містить 700 калорій і близько 27 грамів жиру.
Смажений хліб також відомий в південноамериканській кухні під назвою «качанга».